# Miss Santa Cruz 2019
La 40.ª edición del certamen Miss Santa Cruz, correspondiente al año 2019 se celebrara el día 27 de abril organizado por la Agencia Promociones Gloria en el Salón Sirionó de la FexPo, Santa Cruz de la Sierra, se entregaran las coronas del Miss Santa Cruz , Srta Santa Cruz, Miss Litoral y Srta Litoral el cual tendrán el derecho de representar a Santa Cruz y el Litoral en el próximo Miss Bolivia Universo 2019. 
Las candidatas de todo el Departamento de Santa Cruz pasaron por un proceso de preselección "Casting", y competieran por el más importante título de belleza de Santa Cruz. Al finalizar la velada, la Miss Santa Cruz 2019 Joyce Prado (no entregara corona porque fue destituida), Srta Santa Cruz Mariana Pinedo, Miss Litoral Fiorella Suárez y Srta Litoral Fabiane Valdivia, entregaron sus corona a sus sucesoras, las 4 ganadoras representaran a Santa Cruz y al Litoral en el Miss Bolivia 2019.
Por TERCERA vez en la historia el Miss Santa Cruz será trasmitido por el canal de televisión de la Red Uno el 27 de abril en la Fexpo a horas 21:00 horas.
En fecha 12 de abril de 2019 se dio la destitución de Joyce Prado, por incumplimiento de contrato con la agencia Promociones Gloria y posteriormente se dio a conocer que estaba embarazada de 2 meses de gestación.

## Resultados Finales
Noche final del evento del Miss Santa Cruz 2016 fue el 24 de marzo
| Resultados Final     | Representacion                      | Delegada                         |
| Miss Santa Cruz 2019 | San Ignacio de Velasco              | Fabiana Hurtado Tarrazona        |
| Srta Santa Cruz 2019 | Mancomunidad Chiquitana             | Iciar Díaz Camacho               |
| Miss Litoral 2019    | Miss Vallegrande                    | Fabiana Ayaviri Gutiérrez        |
| Srta Litoral 2019    | Curumechaca                         | Fabiana Castedo Vaca Pereira     |
| 1º Finalista         | Miss Villa Primero de Mayo          | Kelly Josseline Camacho Céspedes |
| 2º Finalista         | Miss Warnes                         | Alexandra Antezana Cardona       |
| 3º Finalista         | Club de Leones Hamacas              | Ianka Estévez Calderón           |
| 4º Finalista         | Federación de Fraternidades Cruceña | Zoe Parada Barbehito             |
| 5º Finalista         | Portachuelo                         | Viviana Chávez Ribera            |

(Δ) Será elegida por el voto del público en internet mediante la página de Facebook e instagram de Promociones Gloria

### Orden de Clasificación
Top 8 
1. Zoe Parada (Δ)
2. Viviana Chávez
3. Ianka Esteves
4. Fabiana Ayaviri
5. Josseline Camacho
6. Alexandra Antesana
7. Fernanda Castedo
8. Fabiana Hurtado
9. Iciar Díaz camacho

## Proceso del Concurso
La Organización: La empresa de belleza Promociones Gloria el 7 de enero hizo pública la convocatoria para el certamen Miss Santa Cruz 2019, que tendrá lugar el 27 de abril. Los requisitos para participar en este evento de belleza regional son: ser boliviana de nacionalidad, tener entre 17 y 26 años de edad, haber nacido mujer, ser soltera y no haber tenido hijos, poseer conducta moral intachable, ser delgada y lucir una figura armoniosa, lindo rostro, carisma, agradable personalidad, y tener una estatura mínima de 1,68 metros la final será en el Salón Sirionó de la Fexpocruz y la transmisión del certamen para este año estará a cargo de la Red Uno. Las ganadoras de este concurso participarán en el Miss Bolivia 2019, en julio próximo.
Preparación: Como todos los años, el mayor certamen departamental de belleza inicia sus actividades con un grupo de 18 candidatas después de una ardua labor de preselección, según informe proporcionado por Promociones Gloria.
Las candidatas están en plena fase de preparación físico-estético en el Gimnasio Reyes y en el Spa Burgos y Belleza, además que toman clases de pasarela, cultura general y oratoria en la Escuela de modelaje de Promociones Gloria.
El fotógrafo oficial, Marco Velasco ya empezó también con las sesiones para que el público cruceño pueda conocer a las señoritas más hermosas del departamento.
Los títulos a diputarse son cuatro: Miss y Señorita. Santa Cruz – Miss y Señorita. Litoral que tendrán su pase para el Miss Bolivia Universo 2019.
Presentación: El jueves 11 de abril es la fecha para la presentación oficial a la prensa de las candidatas y el inicio de las actividades propias del certamen cuya final se realizará el 27 de abril en el Salón Siriono de la Fexpo y será transmitido en vivo por Red Uno a nivel Nacional.

## Jurado Calificador
El jurado calificador estará conformados por persona que saben del temas como los anteriores años.

## Títulos Previos
Subió la temperatura en el certamen departamental de belleza y algunas candidatas, con su actitud, belleza y simpatía, han dado un paso adelante en la competencia. Ya se entregaron títulos previos, los que posicionan a las ganadoras como favoritas para llegar a la fase final.
| Títulos                  | Representación                      | Candidata                      |
| Miss Personalidad Udabol | Mancomunidad Chiquitana             | Iciar Díaz Camacho             |
| Miss Deporte Patra       | San Ignacio de Velasco              | Fabiana Hurtado Tarrazona      |
| Miss Valentia            | Srta. Villa Primero de Mayo         | María José Viderique Rodríguez |
| Miss Silueta             | Miss Warnes                         | Alexandra Antezana Cardona     |
| Mejor Sonrisa Orest      | Miss Warnes                         | Alexandra Antezana Cardona     |
| Chica Amazonas           | San Ignacio de Velasco              | Fabiana Hurtado Tarrazona      |
| Miss Fotogenica El Deber | Federación de Fraternidades Cruceña | Zoe Parada Barbehito           |
| Miss Amistad y Simpatía  | Camiri                              | Erika Tamara Chávez Moreno     |

## Candidatas
- 21 candidatas[3] son confirmadas a competir por la corona del Miss Santa Cruz 2019[4]

(En la tabla se utiliza su nombre completo, los sobrenombres van entrecomillados y los apellidos utilizados como nombre artístico, entre paréntesis; fuera de ella se utilizan sus nombres «artísticos» o    simplificados)
| Representación                      | Nombre                           | Edad    | Estatura    | Diseñador/a |
| Federación de Fraternidades Cruceña | Zoe Parada Barbehito             | 18 años | 1,68 metros |             |
| Club Santa Cruz Solidaridad         | Jirlin Maciel Montenegro Moron   | 19 años | 1,67 metros |             |
| Miss Warnes                         | Alexandra Antezana Cardona       | 22 años | 1,68 metros |             |
| Miss Minero                         | Diana Bernal Chávez              | 22 años | 1,67 metros |             |
| Srta. Vallegrande                   | Mariela Roca Siles               | 26 años | 1,68 metros |             |
| Fundación Arminda Soria             | Andrea Michelle Porcel Milán     | 20 años | 1,70 metros |             |
| Fundación de Síndrome de Down       | Bianka Peña Gutiérrez            | 23 años | 1,71 metros |             |
| Club de Leones Hamacas              | Ianka Estévez Calderón           | 22 años | 1,70 metros |             |
| Grupo Voluntario Niño Feliz         | Melva Eguez Justiniano           | 22 años | 1,73 metros |             |
| Agrupación Mitahori                 | Flavia Vega Pierry               | 24 años | 1,70 metros |             |
| Buen Retiro                         | Lily Rivero                      | 21 años | 1,70 metros |             |
| Mancomunidad Chiquitana             | Iciar Díaz Camacho               | 22 años | 1,71 metros |             |
| Camiri                              | Erika Tamara Chávez Moreno       | 19 años | 1,72 metros |             |
| Legión de la Buena Voluntad         | Carla Barranco                   | 24 años | 1,72 metros |             |
| Yapacani                            | Heidy Grisell Molina Ortuño      | 19 años | 1,73 metros |             |
| Miss Villa Primero de Mayo          | Kelly Josseline Camacho Céspedes | 21 años | 1,73 metros |             |
| San Ignacio de Velasco              | Fabiana Hurtado Tarrazona        | 21 años | 1,72 metros |             |
| Srta. Villa Primero de Mayo         | María José Viderique Rodríguez   | 20 años | 1,75 metros |             |
| Miss Vallegrande                    | Fabiana Ayaviri Gutiérrez        | 17 años | 1,78 metros |             |
| Portachuelo                         | Viviana Chávez Ribera            | 26 años | 1,78 metros |             |
| Curumechaca                         | Fabiana Castedo Vaca Pereira     | 23 años | 1,80 metros |             |

## Datos acerca de las Candidatas
- Algunas de las delegadas del Miss Miss Santa Cruz 2019 han participado, o participarán, en otros certámenes de importancia regionales, nacionales e internacionales:
  - Zoe Parada - es Reina de la Tradición Cruceña 2018
  - Fabiana Ayaviri - es actual Miss Vallegrande 2018 y candidata a Chica El Deber
  - Fabiana Hurtado - ganó Reina de Belleza Bolivia 2018
- Algunas datos de las delegadas del Miss Miss Santa Cruz 2019 son bien relevantes:
  - Zoe Parada - es Camireña
  - Iciar Diaz - es una cantante muy reconocida a nivel internacional.